# امیر محمود (منطقه مسکونی)
امیرمحمود (به لاتین: Əmirməhmud) یک منطقه مسکونی در جمهوری آذربایجان است که در شهرستان آق‌داش واقع شده‌است.